# Caye Sandbore
La Caye Sandbore  est une caye située à 80 km au large de la côte du Belize et fait partie du District de Belize. 
C'est l'îlot le plus au nord et le plus à l'est du récif Lighthouse faisant partie de la barrière de corail du Belize.
Sur l'île se trouve un phare, mis en service en 1904, et maintenu par un gardien et sa famille.